# Молвотицы
Молвотицы — село в Марёвском муниципальном районе Новгородской области. Административный центр Молвотицкого сельского поселения.

## География
Село расположено на юге Новгородской области, на высоте 97 м над уровнем моря, у притока Полы — реки Щебереха, на автомобильной дороге между Демянском и Марёво, на расстоянии 32 км от Демянска.

## История
Молвотицы — один из древнейших населённых пунктов Новгородской области. Впервые, Молвотицы упоминаются как Молвотичи в берестяной грамоте № 516, содержанием которой является список с именами должников и перечислением населённых пунктов: «`У Опаля в Молвотичах 6 кун, у Сновида в Молвотичах 7 кун, у Торчина 3 куны. У Бояна в Озеревах 6 кун. У Местка в Велимичах 2 куны'». Грамота датирована 1160—1180 годами. Таким образом, возраст села Молвотицы равен, ориентировочно, 830—850 лет.
В устье речки Стабенка, сохранилось древнее городище Молвотицы-IX с высотой вала до 20 м, а неподалёку, у деревни Сопки группа из 11 курганов. Молвотицы неоднократно упоминаются в русских летописях. Упоминается в Новгородской первой летописи, в списке «А се имена всЂм градом Рускым, далним и ближним.»:
... ДЂмяна, МолвотицЂ, Березовечь, Стержь, Морева, Велиль, Лукы, Руса, Куръ на Ловоти...
Молвотицы относились к Деревской пятине Новгородской земли. Когда Василий II находился под Демоном, а затем перешёл в Яжелбицы, его войска два дня вели ожесточённый бой за Молвотицы и город был взят москвичами. Иван III будучи в Яжелбицах получил вести не только о Шелонской победе но и о том, что пали Молвотицы и воеводы Демона сдались. Городище упоминается летописях XV века под ещё и под именем «Молвятич городок» или и «владычень городок», то есть он входил в состав владений новгородского Софийского дома.
С 1824 года село Молвотицы волостной центр Молвотицкой волости в составе вновь учреждённого Демянского уезда Новгородской губернии учреждённого из части Старорусского уезда, волостей Валдайского и Крестецкого уезда Новгородской губернии и волости Холмского уезда Псковской губернии.
С 1927 года административный центр Молвотицкого района Ленинградской области, а с 5 июля 1944 года Новгородской области, но 19 февраля 1944 года районный центр Молвотицкого района перенесён в село Марёво, а в 1963 году район был упразднён, и в 1966 году был восстановлен, уже как Марёвский.
Во время Великой Отечественной войны Молвотицы были местом ожесточённых боёв и местом партизанского движения, в молвотицкой школе есть музей, посвящённый этому времени.

## Население
| 2010 | 2012 | 2013 | 2014 | 2015 | 2016 |
| ---- | ---- | ---- | ---- | ---- | ---- |
| 320  | ↗332 | ↘320 | ↘307 | ↘301 | ↗307 |

Численность хозяйств на 1 января 2012 года — 123.

## Образование
- Молвотицкая школа. Школа основана в 1874 году[14]